# 넷핵

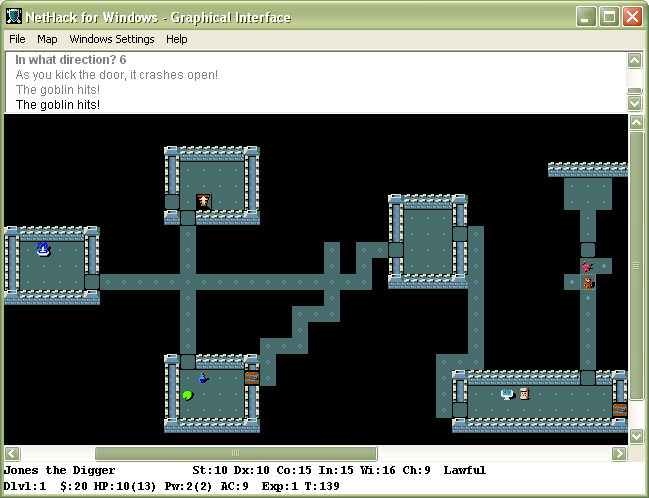
마이크로소프트 윈도우에서 그래픽 인터페이스를 사용한 화면

넷핵(NetHack)은 1987년에 처음 발표된 로그라이크 종류의 컴퓨터 게임으로, 1985년 발표된 핵이라는 게임의 확장판이다. 오픈 소스이며 현재까지 개발되고 있다. 기본적으로 ASCII 문자를 사용한 인터페이스를 가지고 있지만, 여러 그래픽 인터페이스가 만들어져 있다.